# Can Patatetes
|  | No s'ha de confondre amb Can Millet (a la nacional). |

Casa Millet o Can Millet (popularment, Can Patatetes) és una casa del municipi del Masnou (Maresme) protegida com a bé cultural d'interès local.

## Història
És la residència particular d'una nissaga de capitans de vaixells del Masnou, entre els quals destaca Josep Martí Casals. Cap a la fi del segle xix, la casa va ser reformada seguint el gust modernista per l'arquitecte Gaietà Buïgas i Monravà.

## Descripció
Es tracta d'un edifici entre mitgeres amb balcons individuals de pedra i ornamentació amb esgrafiats al voltant de les obertures i sota la cornisa. L'acabat del parament és d'estuc imitant carreus. Cal destacar la riquesa decorativa de la façana, especialment els motius florals i geomètrics que emmarquen les obertures, els esgrafiats de garlandes sota la cornisa i la balustrada calada, així com el petit pati enjardinat al davant.
L'edifici està format per una planta baixa, un primer pis, unes golfes i un terrat. A cada planta s'hi distribueixen tres obertures: una central i dues laterals disposades de forma simètrica. L'interior és totalment eclèctic: neoclàssic, romàntic, oriental, modernista. El menjador té una llanterna modernista, i també ho és el cancell. El sostre del menjador és d'estil neomudèjar i té un mur decorat amb el Sant Sopar de Leonardo i les Quatre estacions.